# Joyce Coates
Joyce Pamela Coates (ur. 14 grudnia 1939 w Liverpoolu) – brytyjska łyżwiarka figurowa startująca w parach sportowych z Anthonym Hollesem. Uczestniczka igrzysk olimpijskich (1956), dwukrotna brązowa medalistka mistrzostw Europy (1958, 1959), czterokrotna mistrzyni Wielkiej Brytanii (1956–1959).

## Osiągnięcia

### Z Anthonym Hollesem
| Zawody                        | 1954           | 1955           | 1956           | 1957           |                |                |                |                |                |                |                |                |                |                |                |                |                |
| Międzynarodowe                | Międzynarodowe | Międzynarodowe | Międzynarodowe | Międzynarodowe | Międzynarodowe | Międzynarodowe | Międzynarodowe | Międzynarodowe | Międzynarodowe | Międzynarodowe | Międzynarodowe | Międzynarodowe | Międzynarodowe | Międzynarodowe | Międzynarodowe | Międzynarodowe | Międzynarodowe |
| ----------------------------- | -------------- | -------------- | -------------- | -------------- | -------------- | -------------- | -------------- | -------------- | -------------- | -------------- | -------------- | -------------- | -------------- | -------------- | -------------- | -------------- | -------------- |
| Igrzyska olimpijskie          | 10             |                |                |                |                |                |                |                |                |                |                |                |                |                |                |                |                |
| Mistrzostwa świata            | 7              | 5              | 4              |                |                |                |                |                |                |                |                |                |                |                |                |                |                |
| Mistrzostwa Europy            | 4              | 5              | 3              | 3              |                |                |                |                |                |                |                |                |                |                |                |                |                |
| Krajowe                       |                |                |                |                |                |                |                |                |                |                |                |                |                |                |                |                |                |
| Mistrzostwa Wielkiej Brytanii | 1              | 1              | 1              | 1              |                |                |                |                |                |                |                |                |                |                |                |                |                |